# Jaroslav Grus
Jaroslav Grus (ur. 13 sierpnia 1891 w Pardubicach, zm. 13 października 1983 w Pradze) – czeski malarz i pejzażysta. 

## Życiorys
W latach 1907–1912 studiował na Akademii Sztuk Pięknych w Pradze u prof. Hanusa Schwaigera i Vlaho Bukovaca. Po studiach wyjechał do Francji (1925), Włoch (1927) i Hiszpanii (1929), gdzie uczył się współczesnego malarstwa zachodnioeuropejskiego.
W Pardubicach mieszkał do końca II wojny światowej. Był członkiem Komunistycznej Partii Czechosłowacji.
Po 1948 roku przyczynił się swoją twórczością do powstania sztuki socrealistycznej. Tematem jego pracy była wieś, krajobraz Połabia i przedgórze Karkonoszy.
W latach 1972–77 pełnił funkcję przewodniczącego Związku Czeskich Artystów Plastyków. W 1961 został uznany za artystę zasłużonego, a w 1970 za twórcę narodowego.
Pochowany został na cmentarzu w Pardubicach.

## Odznaczenia
- Zasłużony artysta (cz. zaslúžilý umelec) – 1961[1]
- Artysta narodowy – 1970[1]
- Honorowy obywatel Pardubic[1]